# Lac Boivin (rivière aux Outardes)
Pour les articles homonymes, voir Boivin et Lac Boivin.
Le lac Boivin est un plan d'eau douce du versant de la rivière aux Outardes, situé sur la rive Nord-Ouest du fleuve Saint-Laurent, dans le territoire non organisé de Mont-Valin, dans la municipalité régionale de comté (MRC) du Fjord-du-Saguenay, dans la région administrative de la Saguenay–Lac-Saint-Jean, dans la province de Québec, au Canada.
La foresterie constitue la principale activité économique du secteur ; les activités récréotouristiques sont accessoires compte tenu de l’éloignement géographique et du manque de routes d’accès,.

## Géographie
Les principaux bassins versants voisins du lac Boivin sont :
- côté Nord : rivière Boivin, rivière Lerole, rivière du Cran Cassé, rivière aux Outardes ;
- côté Est : lac Maublant, lac Plétipi, rivière aux Outardes, rivière Desgouttes ;
- côté Sud : lac Bernay, rivière des Montagnes Blanches,lac Pambrun, lac Galibert, lac Piacouadie ;
- côté Ouest : rivière Lerole, rivière Savane, rivière Épervanche, rivière du Cran Cassé, rivière Péribonka, rivière Péribonka Est[1].

Le lac Boivin est alimenté par la décharge (venant de l’Ouest) du lac du Castor Noir et la rivière Boivin qui se déverse au milieu de la rive Ouest. Le lac a une longueur de 7,3 km, une largeur maximale de 2,8 km et une altitude de 554 m.
L’embouchure du lac Boivin est localisée sur la rive Est, soit à :
- 11,6 km au Nord-Est du lac du Castor Noir ;
- 16,5 km à l’Est du lac aux Deux Décharges ;
- 15,1 km au Sud-Ouest de l’embouchure du lac Maublant ;
- 38,8 km à l’Est de la confluence de la rivière Péribonka Est et de la rivière Carignan ;
- 46,2 au Nord-Ouest de l’embouchure du lac Plétipi, soit près du hameau de Kauapushishkat (confluence avec la rivière aux Outardes) ;
- 93,3 km à l’Est du réservoir Manicouagan ;
- 341 km au Nord-Ouest de l’embouchure de la rivière aux Outardes[3],[1]

À partir de l’embouchure du lac Boivin, le courant descend sur 8,8 km la décharge notamment en traversant sur 2,3 km un lac non identifié jusqu’à la rive Ouest du lac Maublant qu’il traverse sur 10,5 km vers l’Est et le lac Plétipi sur 40,0 km vers le Sud-Est, puis descend le cours de la rivière aux Outardes sur km vers l’Est, jusqu’à la rive Nord du golfe du Saint-Laurent.

## Toponymie
Le terme « Boivin » constitue un patronyme de famille d’origine française.
Le toponyme « Lac Boivin » a été officialisé le 5 décembre 1968 par la Commission de toponymie du Québec.